# 莫氏癒齒鯛
莫氏癒齒鯛為輻鰭魚綱鱸形目鱸亞目癒齒鯛科的一種，為熱帶海水魚，分布於太平洋日本、印尼至夏威夷群島海域，深度131-705公尺，體長可達16公分，棲息底中層水域，生活習性不明。

## 擴展閱讀
維基物種上的相關：莫氏癒齒鯛